# Família Goebbels

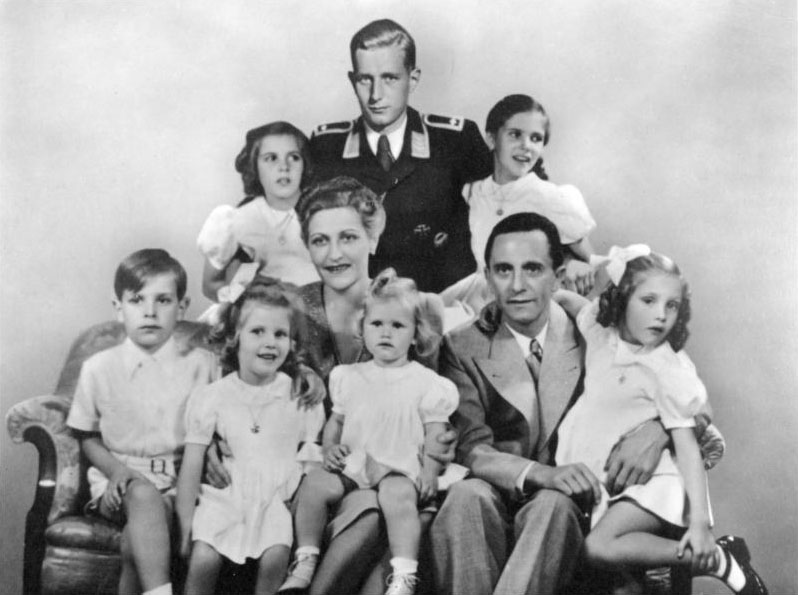
A família Goebbels. Esta fotografia foi manipulada para adicionar a imagem de Harald Quandt, enteado de Joseph Goebbels (uniformizado, no alto).

Joseph Goebbels casou-se com a divorciada Magda Behrend em 1931 e juntos tiveram seis filhos (cinco meninas e um menino). Todas as crianças foram batizadas com nomes começados com a letra "H", o que, segundo alguns historiadores, é uma homenagem a Adolf Hitler. Magda Goebbels tinha também um sétimo filho, Harald Quandt, do seu primeiro casamento. Em 1 de maio de 1945, enquanto residiam no Führerbunker, após assassinar todos os seus filhos com veneno, Joseph e Magda também seguiram o caminho da morte. Enquanto algumas versões relatam que ambos se suicidaram com um tiro, outras dizem que o ministro Goebbels se suicidou com uma bala na cabeça e sua esposa se envenenou.

## Magda Goebbels
Johanna Maria Magdalena Behrend nasceu em 11 de novembro de 1901 em Berlim, filha de Auguste Behrend, uma empregada doméstica. A identidade de seu pai é desconhecida, mas presume-se que seja Oskar Rietschel, um engenheiro de Colônia. Quando Magda tinha cinco anos, sua mãe a mandou para viver com este suposto pai, ele então a levou a Bruxelas, onde a colocou em uma escola católica.
Segundo os relatos, Magda era uma garota muito inteligente, leitora de Schopenhauer e interessada na religião budista. Em 1912, sua mãe casou-se com o industrial judeu Richard Friedländer (que depois iria morrer no campo de concentração de Buchenwald), mudando-se com ele para Bruxelas. A família ficou na Bélgica até o fim da Primeira Guerra Mundial, quando todos os alemães foram expulsos do país, e eles tiveram de mudar-se para a Prússia Oriental.
Magda casou-se com Günther Quandt em 1921, divorciando-se em 1929. Dois anos depois casar-se-ia com Joseph Goebbels, tendo Adolf Hitler e o próprio ex-marido como padrinhos.

## As crianças

### Harald Quandt
Dez meses depois do casamento de Magda com Günther Quandt, nasceu o filho Harald Quandt. Ele serviu como tenente da Luftwaffe e foi o único membro da família a sobreviver à guerra e também o único a não morar no Führerbunker, tendo sido capturado pelas tropas aliadas e mantido preso em um campo de prisioneiros. Após a guerra, tornou-se um industrial na Alemanha Ocidental.
Harald morreu em 1967, quando seu avião pessoal explodiu sobre a Itália. Teve cinco filhos.

### Helga Susanne
Nascida em 1 de setembro de 1932, Helga era a filha mais velha de Goebbels e, segundo relatos, a favorita de Adolf Hitler, que a presenteou com flores em seu aniversário de um ano. Em 1935, ela foi capa de duas revistas.
Em julho de 1936 ela foi mandada de férias para a casa de sua avó em Peenemünde. Foi fotografada com sua irmã mais nova Hilde e seu pai na Berlim Frühjahrsregatta (Competição de remo) de 1937. Em 1939 fez uma cirurgia na garganta. Há relatos de que seu desejo era ter dois filhos quando se casasse.
Helga tinha 12 anos de idade quando morreu. Após sua morte foram encontradas marcas em seus braços e pescoço que levaram os legistas a acreditar que ela foi estrangulada após receber as capsulas de cianureto. Essa teoria, no entanto, não é amplamente aceita.

### Hildegard Traudel

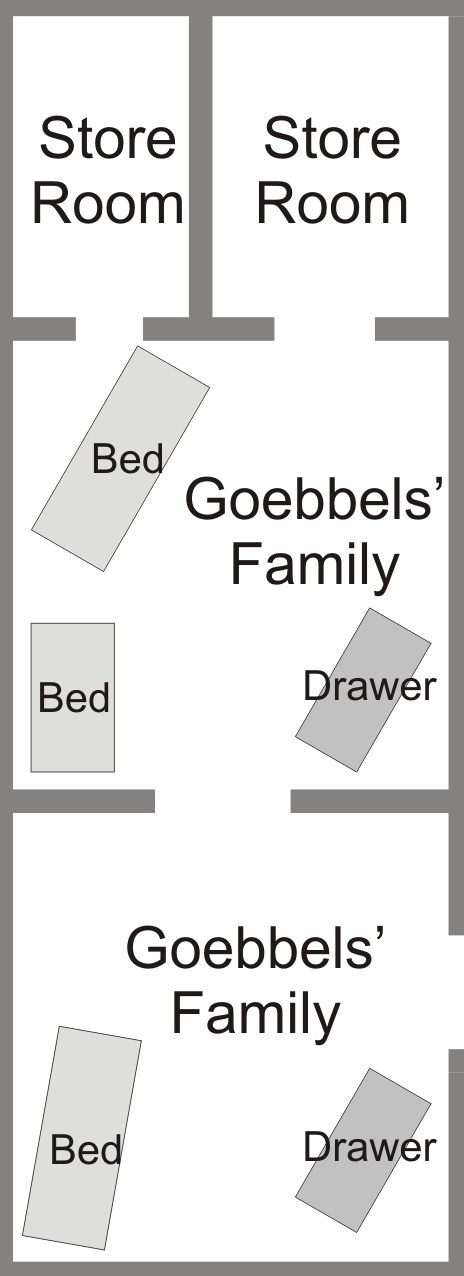
Planta da ala reservada aos Goebbels no Führerbunker.

Nascida em 13 de abril de 1934, Hildegard era conhecida pelo apelido de "Hilde". Foi fotografada com sua irmã mais velha Helga e seu pai na Berlim Frühjahrsregatta (Competição de remo) de 1937. Em uma anotação do diário de Goebbels datada de 1939, ele se refere a ela como "ratinha".
Hilde tinha 11 anos quando morreu.

### Helmut Christian
Nascido em 2 de outubro de 1935. Em seu diário, Goebbels se referia a ele como "palhaço". Também segundo o diário de Joseph, sabemos que Helmut tinha o desejo de tornar-se um condutor de metrô quando crescesse. Ele usava aparelho nos dentes.
Traudl Junge, a secretária pessoal de Hitler e uma das sobreviventes do Führerbunker, contou a história de que quando Helmut ouviu o disparo suicida de Hitler pensou ter sido um morteiro, que atingira as proximidades do bunker.
Helmut tinha nove anos quando morreu.
Em setembro de 1945, durante uma entrevista ao jornal estadunidense Stars and Stripes, a mulher de Otto Meißner disse acreditar que Helmut fosse filho de Adolf Hitler. Essa hipótese nunca foi comprovada, e não é considerada por historiadores sérios.

### Holdine Kathrin
Nasceu em 19 de fevereiro de 1937 e era mais conhecida pelo apelido de "Holde". Ela estava convencida de que quando crescesse se casaria com um soldado da SS chamado Günther Schwägermann. O fascínio da garota pelo soldado vinha do fato dele ter um olho de vidro. Ela tinha oito anos quando morreu.

### Hedwig Johanna
Nascida no dia 1 de maio de 1938, "Hedda" era a quinta criança do casal Goebbels. Segundo o diário de Joseph, seu parto foi muito difícil.
Assim como Helmut, alguns acreditam que Hedwig era filha de Hitler e Magda Goebbels, mas novamente esta teoria não é aceita pela maioria dos historiadores. Helmut e seus irmãos foram mortos na manhã de seu aniversário de sete anos.

### Heidrun Elisabeth
Nascida em 20 de outubro de 1940, "Heide" tinha quatro anos quando foi assassinada.

## Suicídio

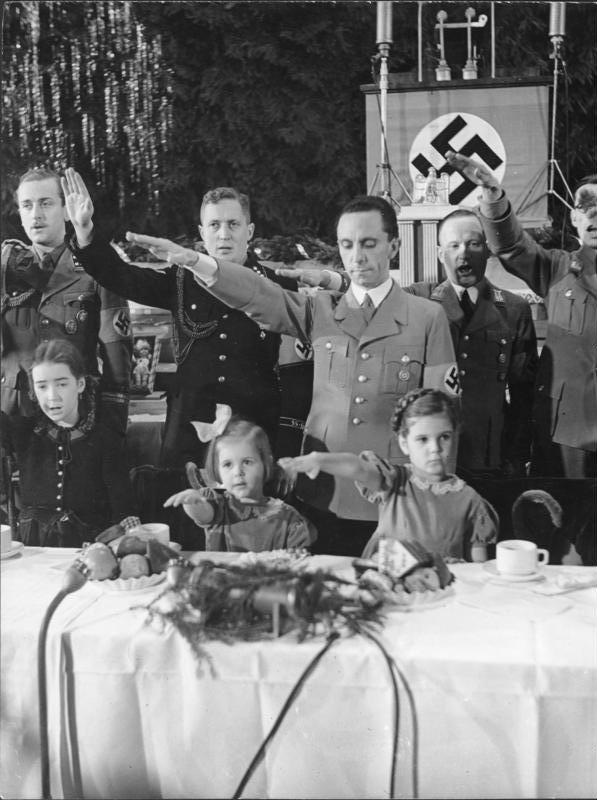
Joseph Goebbels com suas filhas, Hilde (centro) e Helga (à direita), em celebração de Natal no Saalbau (Salão) Friedrichshain, Berlim, em 1937, durante o canto dos hinos nacionais.

Histórias da brutalidade do Exército Vermelho Soviético eram muito comuns dentro do Führerbunker, e o suicídio era uma forma de escapar de punições, estupros e humilhações.
Na madrugada do dia 1 de maio de 1945 foi dito às crianças que elas deixariam o bunker pela manhã. No mesmo dia Magda conseguiu altas quantidades de morfina, que ela aplicou aos seus seis filhos, para depois envenená-los com cianeto. Após matar, o casal também seguiu o caminho da morte. Os corpos dos dois foram queimados para não serem reconhecidos após a guerra.

## Após o suicídio
No dia 3 de maio de 1945, um dia depois das tropas russas descobrirem os corpos queimados de seus pais, as seis crianças foram encontradas em suas camas, vestidas como para uma festa. As meninas usavam laço de fita azul no cabelo.
Seus corpos e os corpos de seus pais foram mandados para Plötzensee junto ao corpo de um oficial não identificado que também residira no bunker. Lá foram realizadas as autópsias dos nove corpos. Em 1970, os restos mortais de Joseph, Magda e das seis crianças foram exumados e cremados. Suas cinzas foram então jogadas no Rio Elba.
Depois da guerra, a irmã de Günther Quandt disse que Magda não queria que seus filhos crescessem num mundo em que seu pai era um dos maiores criminosos de guerra da história, e acreditava que as crianças poderiam reencarnar e ter uma outra vida melhor.
Em 1990, depois da queda do Muro de Berlim, historiadores e jornalistas tiveram permissão para entrar no Führerbunker antes que este fosse demolido. Segundo eles, o quarto das crianças permanecia intacto.